# Novakane
Novakane – drugi album zespołu Outlawz. Znajduje się na niej remix piosenki 2Paca "Worldwide".
Druga piosenka z tej płyty zatytułowana "Rize" zadebiutowała w filmie Dzień próby, w którym Denzel Washington zdobył Oskara.

## Lista utworów
1. Intro
2. Rize (gościnnie Big Syke)
3. This Is The Life
4. Ghetto Gutta
5. Our Life
6. Y'all Can't Do
7. Intrelude 1
8. Red Bull & Vodka
9. 2nd Hand Smoke
10. Intrelude 2
11. Boxspring Boogie
12. History (gościnnie Seal)
13. So Many Stories (gościnnie Hellraza)
14. Worldwide [Remix] (gościnnie 2Pac, Bosko & T-Low)
15. Die If You Wanna
16. Intrelude 3
17. Loyalty (gościnnie Ed Bone & Kamikazze)